# Albert van Renterghem
Albert Willem van Renterghem (Goes, 9 juni 1845 - Amsterdam, 5 augustus 1939) was een huisarts uit Goes die hypnose introduceerde in Nederland. Zijn voorbeeld was de bekende Franse hypnotiseur Liébeault uit Nancy. Van Renterghem werd ook wel de wonderdokter uit Goes genoemd.

## Leven en werk
In 1887 richtte hij met Frederik van Eeden in Amsterdam een instituut op voor de behandeling van psychische problemen. Door middel van hypnose, handoplegging en aanhoren probeerden zij de - vooral welgestelde en vrouwelijke - patiënten die hun hulp inriepen van hun klachten af te helpen. In 1893 trok Van Eeden zich terug.
Van Renterghem bevorderde ook de verspreiding van Freuds psychoanalyse in Nederland. In 1913 publiceerde hij Freud en zijne School. In 1917 werd hij voorzitter van de Nederlandsche Vereeniging voor Psychoanalyse. Een jaar later vertaalde hij Freuds Vorlesungen zur Einführung in die Psychoanalyse als Inleiding tot de studie der psycho-analyse.
Van Renterghem schreef in 1908 Hypnotisme in de geneeskunde. Tussen 1924 en 1927 schreef hij een tweedelige autobiografie in een oplage van tien exemplaren. Het pakket werd na zijn dood bij legaat vermaakt aan het Zeeuws Genootschap der Wetenschappen, maar mocht niet vóór 1975 geopend worden. In 1993 werden er 90 extra exemplaren gedrukt. Rinus Spruit maakte in 2019 uit die 1400 pagina's een selectie die hij publiceerde onder de titel De wonderdokter.
Van Rentherghems zoon Toine van Renterghem speelde in het Nederlands voetbalelftal en werd tandarts.

## Publicaties (selectie)
- Albert Willem van Renterghem. De wonderdokter. Samengesteld door Rinus Spruit. Amsterdam, Cossee, 2019, ISBN 9789059368644. [Keuze uit: Autobiographie van Albert Willem van Renterghem (1924-1927)]
- A.W. van Renterghe: Freud en zijne School. Nieuwe banen der psychologie. Baarn, Hollandia, 1913
- A.W. van Renterghem: Hypnotisme in de geneeskunde. Baarn, Hollandia-drukkerij, 1908
- A.W. van Renterghem: Liébeault en zijne school. Amsterdam, Van Rossen, 1898
- A.W. van Renterghem & F. van Eeden: Psycho-thérapie. Communication statistiques, observations cliniques nouvelles. Compte-rendu des resultats obtenus dans le Clinique de psycho-thérapie suggestive d'Amsterdam, pendant la 2ème période, 1889-1893. Paris, 1894
- Albert Willem van Renterghem: Eenige beschouwingen betrekkelijk de leer der oorzaken van beri-beri. Proefschrift Utrecht, 1872